# Calathea lutea
Calathea lutea, conocida como bijao, bihao, bijau, bijahua, cachibú de Caracas, maxán en Guatemala, chisgua o risgua (Boyacá, Colombia-), hojas de Congo (Antioquia, Colombia), hoja blanca, hoja de viado, hoja de tó (Tabasco, México) es una especie de planta perteneciente a la familia de las marantáceas que fue descrita por primera vez para la ciencia en 1775 por el botánico francés Jean Baptiste Fusee-Aublet. Crece en el trópico americano y sus hojas se utilizan, para envolver tamales, hallacas y otros alimentos blandos.

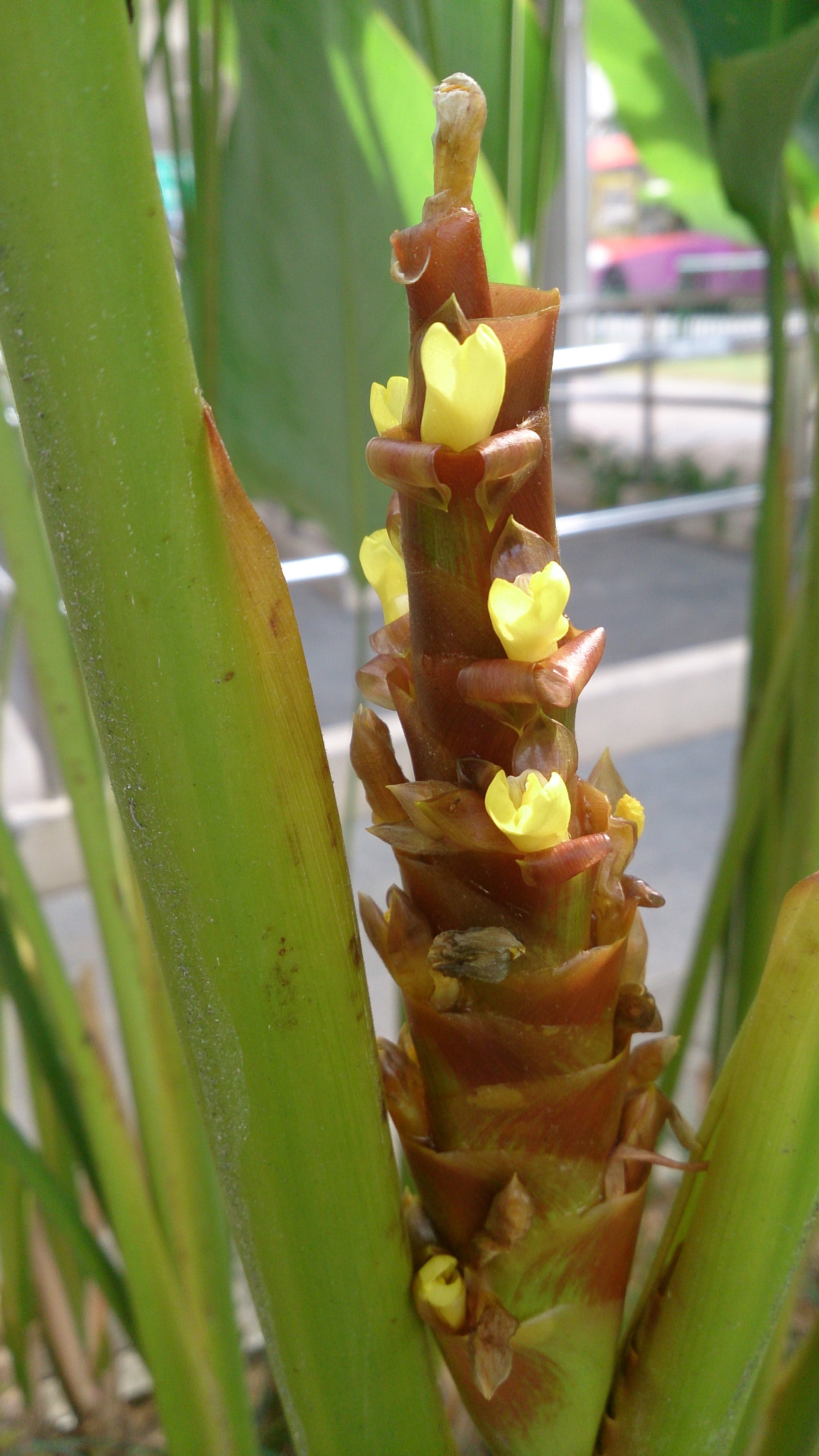
Detalle

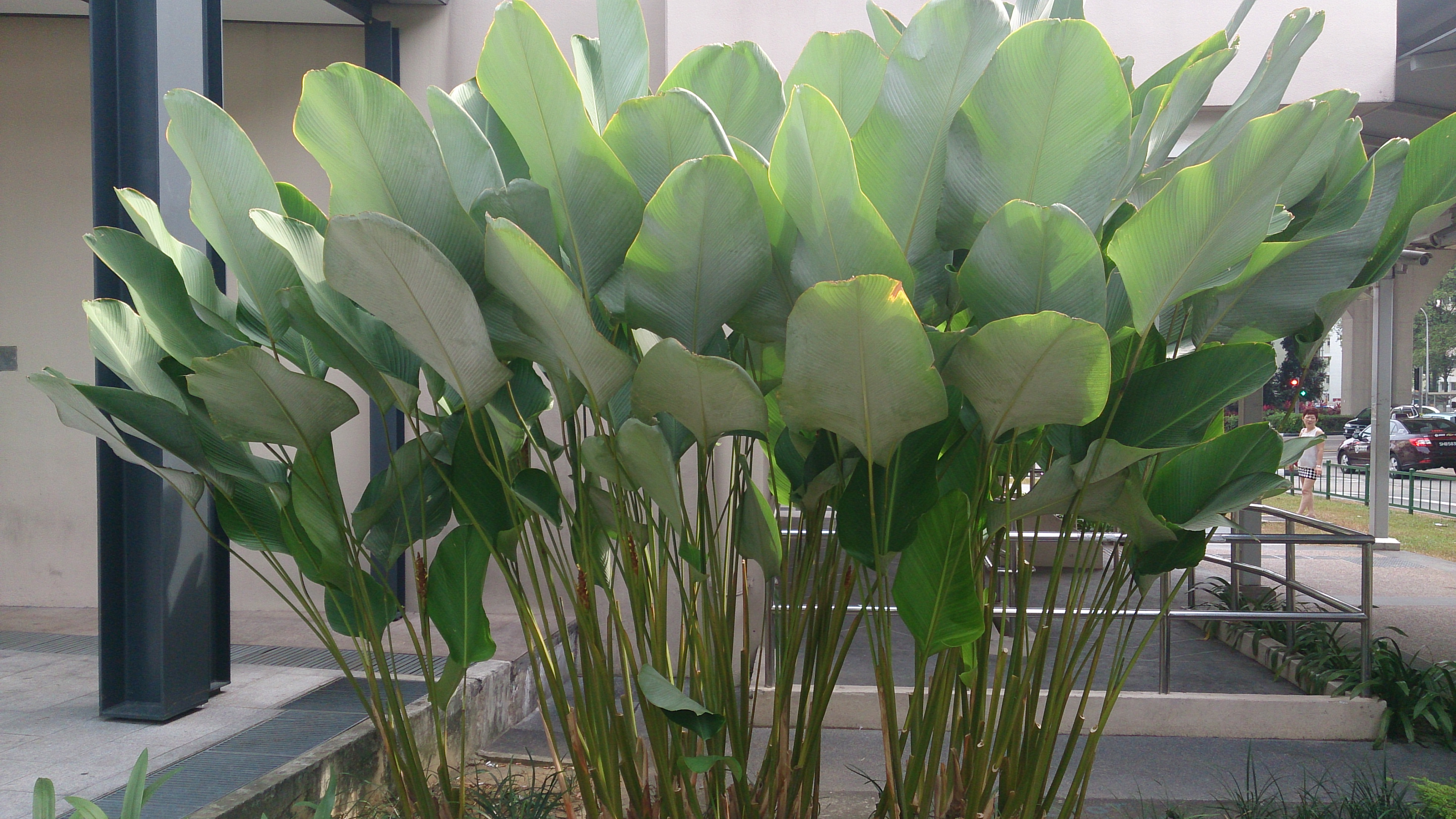
Vista de la planta

## Descripción
Son plantas caulescentes, que alcanzan un tamaño de 1,6 a 4 m de alto. 
Hojas varias, basales y 1 (2) caulinares, láminas de 30 a 150 cm de largo y 20 a 60 cm de ancho, ápice ampliamente redondeado a truncado, densamente ciliado-tomentosas, verdes en el haz, blanco-ceráceo pruinosas en el envés. 
Inflorescencias: varias por brote, cilíndricas, de 9 a 30 cm de largo y 2,5 a 6 cm de ancho, brácteas 7 a 18, espiraladas pero aparentando ser algo dísticas en el material seco, coriáceas, persistentes, erectas, subglabras con los márgenes pilosos en la superficie externa, glabras en la interna, bronceadas a café-rojizas, flores abiertas; sépalos 6 a 9 mm de largo, matizados de rosado; corola amarillo clara, tubo 25 a 29 mm de largo, lobos morado-cafés; estaminodios amarillos. Cápsulas obovoides, redondeadas, anaranjadas, vellosas en la base, sépalos persistentes; semillas verdosas.

## Distribución
Es una especie común, que se encuentra en sitios alterados desabrigados o en áreas pantanosas y a lo largo de ríos en las zonas atlántica y norcentral; a una altitud desde 0 a 300 m (hasta 900 m en Boaco, Nicaragua); florece y fructifica durante todo el año, pero principalmente de febrero a mayo; desde México a Brasil y Perú, al igual que en las Antillas. Aunque también resisten los 2.000 metros, como en el oriente antioqueño y el Eje Cafetero en Colombia.

## Usos
Las hojas se usan para envolver alimentos que suele llamarse fiambre o zarapa, también sirve de empaque de tamales en Antioquia y Santander, y pasteles y hallacas en la región Caribe (Colombia y/o Venezuela), a los juanes en Moyobamba y Tarapoto (Perú), así como en la preparación del ayampaco y el maito en Ecuador y ocasionalmente para techar. Además el jugo de su rizoma y tallos posee gran valor diurético.
En Panamá se utiliza para envolver el tamal, ya sea de maíz viejo o nuevo; para envolver el Mono - comida completa en el área de Chiriquí y, algunas veces, la panela dulce.

## Taxonomía
Calathea lutea fue descrita por (Aubl.) E.Mey. ex Schult. y publicado en Mantissa 1: 8. 1822.
Sinonimia
- Maranta lutea Aubl., Hist. Pl. Guiane 1: 4 (1775).
- Phrynium luteum (Aubl.) Sweet, Hort. Brit., ed. 2: 494 (1830).
- Phyllodes lutea (Aubl.) Kuntze, Revis. Gen. Pl. 2: 695 (1891).
- Maranta disticha Buc'hoz, Herb. Color. Amérique: t. 156 (1783).
- Maranta cachibou Jacq., Fragm. Bot.: 52 (1806).
- Maranta casupo Jacq., Fragm. Bot.: 51 (1806).
- Calathea discolor G.Mey., Prim. Fl. Esseq.: 7 (1818).
- Phrynium casupo (Jacq.) Roscoe, Monandr. Pl. Scitam.: t. 43 (1827).
- Calathea cachibou (Jacq.) Lindl. ex Horan., Prodr. Monogr. Scitam.: 12 (1862).
- Calathea magnifica C.V.Morton & Skutch, J. Wash. Acad. Sci. 20: 372 (1930).[5]